# Engenheiro Goulart
Engenheiro Goulart é um bairro do distrito de Cangaíba, Zona Leste de São Paulo.

## Lazer e Cultura
No bairro encontram-se o Parque Ecológico do Tietê, inaugurado em 1982, atende aos moradores da Zona Leste, com 4,5 milhões de habitantes. Ocupa uma área de 14 milhões de metros quadrados, que vai desde a Barragem da Penha e São Miguel Paulista ao município de Guarulhos. Ele serve de bacia de acumulação de água do Rio Tietê para que não haja enchentes na Marginal. Considerado uma das grandes reservas ambientais do Estado, também é um grande laboratório de educação e cultura em relação ao Meio Ambiente, sem descuidar de sua finalidade, que é a preservação da Várzea do Rio Tietê. O Parque conta com o Centro de Educação Ambiental, o Centro Cultural, o Museu do Tietê, Biblioteca, e o Centro de Recepção de Animais Silvestres, que abriga 2 mil animais (apreendidos pelo Ibama, Polícia Florestal ou doados pela população). O governo do Estado iniciou, em 2004, obras de revitalização do Parque Ecológico do Tietê. No lançamento do programa, foram plantadas 500 árvores marcando a inauguração do Bosque da Diversidade. Dentro do programa de revitalização já foram concluídos: a recuperação da trilha de caminhada e dos campos de futebol; ampliação do Museu do Tietê; construção de novos quiosques com churrasqueiras, coreto, mesas c/ tabuleiro de xadrez, sanitários, playground's, áreas de ginastica; reforma do conjunto aquático, das lanchonetes, das quadras poliesportivas, do casarão para a o Centro de Apoio ao Idoso, do Centro de Recepção de Animais Silvestres, que passou a se chamar Orlando Villas Boas. Prevê ainda a ampliação da área de lazer até a barragem da Penha.
O Teatro Flávio Império, nome em homenagem ao cenógrafo, arquiteto e artista plástico brasileiro Flavio Império, é um dos locais de cultura do bairro, inaugurado em 1992. Recém reformado, teve seu nome alterado para Teatro-Parque Flávio Império, tem uma visão para o Parque Ecológico do Tiete. Localizado na Rua Professor 
Alves Pedroso,600 próximo a Avenida Dr. Assis Ribeiro,manteve fechado para reformas por um período de aproximadamente dez anos (2005-2015),durante este período, os moradores do bairro realizaram diversos manifestos para que o projeto de reforma não fosse "esquecido" pela Prefeitura de São Paulo.